# Delirio persecutorio
El delirio persecutorio es un conjunto de condiciones delirantes en el que la persona afectada cree que está siendo perseguida. 

## Características
Elementos centrales:
- El individuo piensa que se le está haciendo daño o que esto se va a producir.
- El individuo piensa que la situación percibida como una persecución tiene la intención de causar daño.

## Etiología
De Acuerdo con el DSM-IV-TR, los delirios de persecución son la forma más común de los delirios en la esquizofrenia paranoide, donde el individuo cree que "está siendo atormentado, seguido, engañado, espiado, difamado, humillado o ridiculizado." Se observan a menudo en el trastorno esquizoafectivo, y, como se indica en el DSM-IV-TR, constituyen la característica más común y cardinal del subtipo persecutorio del trastorno delirante. 
Los delirios de persecución pueden aparecer también en los episodios maníacos y mixtos del trastorno bipolar y en episodios depresivos graves con características psicóticas, especialmente cuando la depresión se asocia con el trastorno bipolar.

## Desarrollo y formación
Tiene como base un miedo a ser observado/dañado de alguna manera que es creciente. El delirio puede representar la transformación de la autoimagen que se desarrolló antes de la aparición de la psicosis declarada.
1. Miedo intenso a ser observado, despreciado, manipulado y agredido físicamente.
2. Sesgo de intencionalidad. Dar significado personal a eventos irrelevantes.
3. Sesgo de atención. Enfoque selectivo.
4. Sesgo autorreferencial. Interpretar hechos irrelevantes como indicadores de mala intención.
5. Sesgo confirmador/antirrefutador. Impide quitar o despreciar pruebas en contra.
6. Capitalizar coincidencias.
7. Aumentar semejanzas de los perseguidores.
8. Encajar piezas. Delirio consolidado.

Las conductas de evitación/seguridad impiden la corrección de creencias delirantes.